# Harry Carr (cầu thủ bóng đá)
Henry Carr (1887 – 1942) là một cầu thủ bóng đá người Anh thi đấu ở vị trí tiền đạo cho Sunderland.